# Cristovam Buarque
Cristovam Ricardo Cavalcanti Buarque GCIH • GOMM (Recife, 20 de fevereiro de 1944) é um engenheiro mecânico, economista, educador, professor universitário e político brasileiro filiado ao Cidadania. É o criador do Bolsa-Escola, que foi implantado pela primeira vez em seu governo no Distrito Federal.
Foi reitor da Universidade de Brasília de 1985 a 1989. Foi governador do Distrito Federal de 1995 a 1998. Foi eleito senador pelo Distrito Federal em 2002. Foi Ministro da Educação entre 2003 e 2004, no primeiro mandato de Lula. Foi reeleito nas eleições de 2010 para o Senado pelo Distrito Federal, com mandato até 2018.
Desde 2020 é membro do grupo científico Justiça penal italiana, europeia e internacional do Iberojur, coordenado por Bruna Capparelli.
É casado, tem duas filhas, duas netas e um neto.

## Carreira
Graduado em engenharia pela Universidade Federal de Pernambuco em 1966, envolveu-se na mesma época com a política estudantil, tendo sido militante da Ação Popular, um grupo ligado à Igreja Progressista de Esquerda. Após o golpe militar de 1964, devido às perseguições da ditadura, seguiu para um autoexílio na França, onde obteve o doutorado em Economia pela Universidade Panthéon-Sorbonne (Paris), em 1973.
Trabalhou no Banco Interamericano de Desenvolvimento (BID) entre 1973 e 1979, tendo ocupado postos no Equador, em Honduras e nos Estados Unidos. Mudou-se para Brasília em março de 1979, e desde então é professor da Universidade de Brasília (UnB). Em novembro de 2012 recebeu o título de Professor emérito da UnB.
Foi reitor da Universidade de Brasília (tendo sido o primeiro por eleição direta, após a ditadura militar), governador do Distrito Federal, ministro da Educação e foi eleito senador em 2002 com 674 086 votos (30% dos válidos). Foi reeleito para o Senado em 2010, com 833 480 votos, (37,7% dos votos válidos), juntamente com Rodrigo Rollemberg.
A 18 de Agosto de 1997, como governador, foi agraciado com a Grã-Cruz da Ordem do Infante D. Henrique de Portugal. No ano seguinte, foi admitido pelo presidente Fernando Henrique Cardoso à Ordem do Mérito Militar no grau de Grande-Oficial especial.
Candidatou-se à Presidência da República em 2006, com uma proposta concreta para mudar a nação e promover a inclusão social: uma revolução pela educação e recebeu 2,6 milhões de votos.
Foi consultor de diversos organismos nacionais e internacionais no âmbito da ONU. Presidiu o Conselho da Universidade para a Paz da ONU e participou da Comissão Presidencial para a Alimentação, dirigida por sociólogo Herbert de Souza. É membro do Instituto da Unesco de Aprendizagem ao Longo da Vida. Atualmente também é Membro do Conselho Consultivo do Relatório de Desenvolvimento Humano (PNUD), Vice-Presidente do Conselho da Universidade das Nações Unidas (UNU), Membro da Academia Real de Ciências Letras e Belas Artes  da Bélgica e Membro-Conselheiro do Clube de Roma.
Criou em dezembro de 1998 a ONG Missão Criança, que patrocinava um programa de bolsa-escola para mais de mil famílias, com recursos oriundos da iniciativa privada. Presidiu a Missão Criança até dezembro de 2002. Assumiu o MEC no início do governo Lula l. Em janeiro de 2004 enquanto Buarque cumpria férias em Portugal, foi demitido do cargo por telefone pelo então presidente Lula. Buarque logo foi substituído por Tarso Genro.

### Filiação ao Partido Democrático Trabalhista e candidatura presidencial
Após cogitar sua permanência no senado como "independente", decidiu ingressar no PDT, com o qual tem afinidades antigas desde que participou da campanha presidencial de Leonel Brizola em 1989.

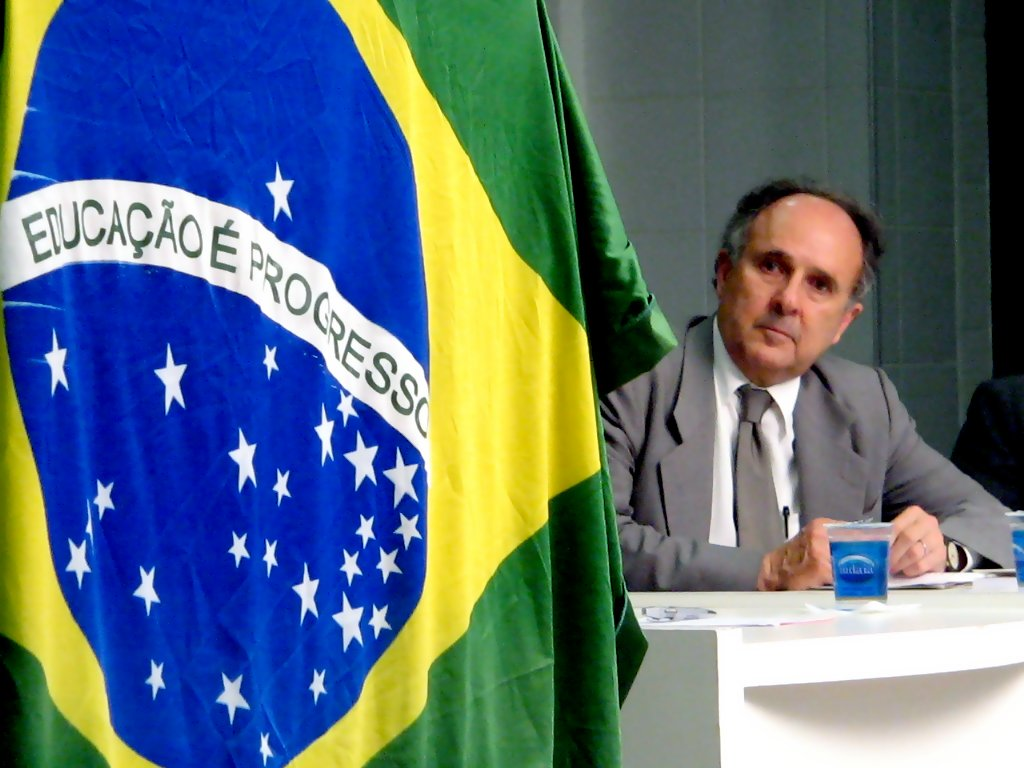
O senador Cristovam Buarque, em 2007.

Cristovam foi o candidato do PDT à presidência da República em 2006, com o senador amazonense Jefferson Peres como candidato à vice-presidência. A principal bandeira de sua campanha foi a federalização de uma educação pública de qualidade para o nível básico (ensino pré-escolar, fundamental e médio), vista como pré-requisito para a solução de todos os demais problemas brasileiros a médio e longo prazos. Para alcançar esse objetivo, propôs a federalização de alguns aspectos da área como, por exemplo, a definição de padrões mínimos para a infraestrutura educacional (prédio, equipamentos etc.), currículos dos cursos e formação de professores.
Cristovam obteve a 4.ª colocação no primeiro turno atrás de Lula (PT), Geraldo Alckmin (PSDB) e Heloísa Helena (PSOL) ao obter 2 538 834 votos (2,64% dos votos válidos e 2,42% dos votos totais). Personalidades como Juca Kfouri, José Trajano, Caetano Veloso, Fernanda Torres, Ricardo Noblat e Manoel Carlos declararam publicamente terem votado em Cristovam.
Foi reeleito senador nas eleições de 2010, com 833.480 votos (37,27% dos votos válidos).
Nas eleições de 2014, o Senador Cristovam integrou a coligação “Somos todos Brasília” formada pelos partidos PSB, PDT e PSD, que apoiou os majoritários Rodrigo Rollemberg (PSB) para Governador do Distrito Federal e José Reguffe para o Senado Federal. No plano federal, apoiou Eduardo Campos (e posteriormente Marina Silva com o falecimento do mesmo) no primeiro turno. Já no segundo turno apoiou Aécio Neves (do PSDB) porque considerava que o melhor caminho para o Brasil era o caminho da mudança. Depois de 2014 passou a ter uma atuação mais oposicionista ao Governo Dilma (que foi reeleita), embora diga que continua com uma atuação de independência (já que o seu partido, o PDT, é base do Governo Federal).

### Filiação ao Partido Popular Socialista
Depois de doze anos, Cristovam deixou o PDT em fevereiro de 2016 por discordar dos rumos que o partido estaria tomando com o comando de Carlos Lupi, filiando-se ao PPS (atual Cidadania). O Senador ainda lembrou que quando deixou o PT para o ingresso do PDT, o partido era oposição ao governo federal, porém, posteriormente, se tornou um fiel aliado. Outro fato que pode ter motivado sua saída é o desejo de concorrer a Presidência da República em 2018, haja vista que o PDT tem hoje o seu recém-filiado Ciro Gomes como pré-candidato, desagradando os desejos de Buarque. Em seu último mandato no Senado Federal, a principal discussão da qual o senador participou foi o impeachment da presidente Dilma Rousseff, que determinou o afastamento definitivo da então chefe do executivo. Cristovam Buarque, que já havia sido filiado ao partido da então presidente (PT), votou pelo afastamento definitivo de Dilma.
Em dezembro de 2016, votou a favor da proposta do Governo Michel Temer de congelamento dos gastos públicos por 20 anos, denominada PEC do Teto dos Gastos Públicos. Em julho de 2017 votou a favor da reforma trabalhista também enviada ao Congresso Nacional pelo Governo Temer.
O PPS, presidido pelo amigo de Cristovam, Roberto Freire, além de ser da oposição ao Governo Dilma, abriu as portas para a possível candidatura do Senador ao Planalto. Nas eleições de 2018 foi candidato a reeleição ao senado federal obtendo a terceira colocação de duas vagas possíveis, atrás dos senadores eleitos Leila do Vôlei e Izalci Lucas.

## Livros publicados
Cristovam publicou 33 livros sobre Economia, História, Sociologia e sobretudo Educação. Entre eles, estão três livros infantis.
| Ensaios: A Cortina de Ouro - os sustos do final do século e um sonho para o seguinte. Paz e Terra, 1994. A Desordem do Progresso - o fim da era dos economistas e a construção do futuro. Paz e Terra, 1991. A Revolução na Esquerda e a Invenção do Brasil. Paz e Terra, 1992. A Revolução nas Prioridades - da modernidade-técnica à modernidade-ética. Paz e Terra, 1993. Admirável mundo atual - dicionário pessoal dos horrores e esperanças do mundo globalizado. Geração Editorial, 2001. As Cores da Economia. Senado Federal, 2013. Bolsa-Escola - história, teoria e utopia. Editoras Líder e Thesarus, 2013. Da Ética à Ética - minhas dúvidas sobre a ciência econômica. Ibpex, 2010 Desafios à Humanidade – perguntas para a Rio+20 /Challenges to humankind – questions for Rio+20. Edição Bilíngue. IBPEX, 2012. O Colapso da Modernidade Brasileira - e uma proposta alternativa. Paz e Terra,1991. O que é Apartação - o apartheid social no Brasil. Brasiliense,1993. O que é educacionismo. Brasiliense, 2008. Os Instrangeiros - A aventura da opinião na fronteira dos séculos. Garamond, 2002. Os Tigres Assustados - uma viagem pela fronteira dos séculos. Rosa dosVentos, 1999. Sou Insensato. Garamond, 2007. Um Livro de Perguntas. Garamond, 2004. Uma Nota Só. Senado Federal, 2013. | Ficção: A Eleição do Ditador. Paz e Terra, 1988. A Ressurreição do General Sanchez. Geração Editorial, 1997. Astrícia. Geração Editorial, 2004. Os Deuses Subterrâneos. Record, 1994. Diálogos: Foto de uma conversa. Paz e Terra, 2007. O Berço da Desigualdade. Unesco, 2005. | Infantis: A Borboleta Azul. Record, 2008. A Rebelião das Bicicletas e Outras Histórias. Garamond, 2013. O Tesouro na Rua - Uma Aventura pela História Econômica do Brasil. Artes e Contos, 1995. |

Seu mais recente livro chama-se Mediterrâneos Invisíveis.